# 草原猛犸
草原猛獁是一種已滅絕的象科動物，生活在距今約600,000-370,000年前更新世中期的歐亞大陸北部。這個物種可能是在更新世早期於西伯利亞由南方猛犸進化而來的，這可能是象科動物走向草原和苔原的第一步，同時，草原猛犸也可能是後來冰河時期真猛犸的祖先。2021年，科學家在草原猛獁的牙齒中提取到距今165萬年的去氧核糖核酸，創下提取紀錄。

## 命名
草原猛犸的學名是“Mammuthus armeniacus”（Falconer 1857）還是“Mammuthus trogontherii”（Pohlig 1885）存在爭議并容易混淆，費爾康那的依據是來自亞洲的材料而後者則是基於發現在歐洲的化石，這兩個名字亦同時出現在學術刊物上。第一次調整方案是由Maglio於1973年提出的，因“armeniacus”出現較早所以被視為首選。但是Shoshoni和Tassy於1996年將其重新改作“M. trogontherii”，理由是這個名字更加常用。故而現在哪個名字更合適尚無定論，而學者們通常傾向於在描述歐洲的草原猛犸時使用“M. trogontherii”，描述亞洲的草原猛犸時使用“M. armeniacus”。
有幾個在日本發現的化石曾用過其他學名，但現在都被認為是异名。

## 描述

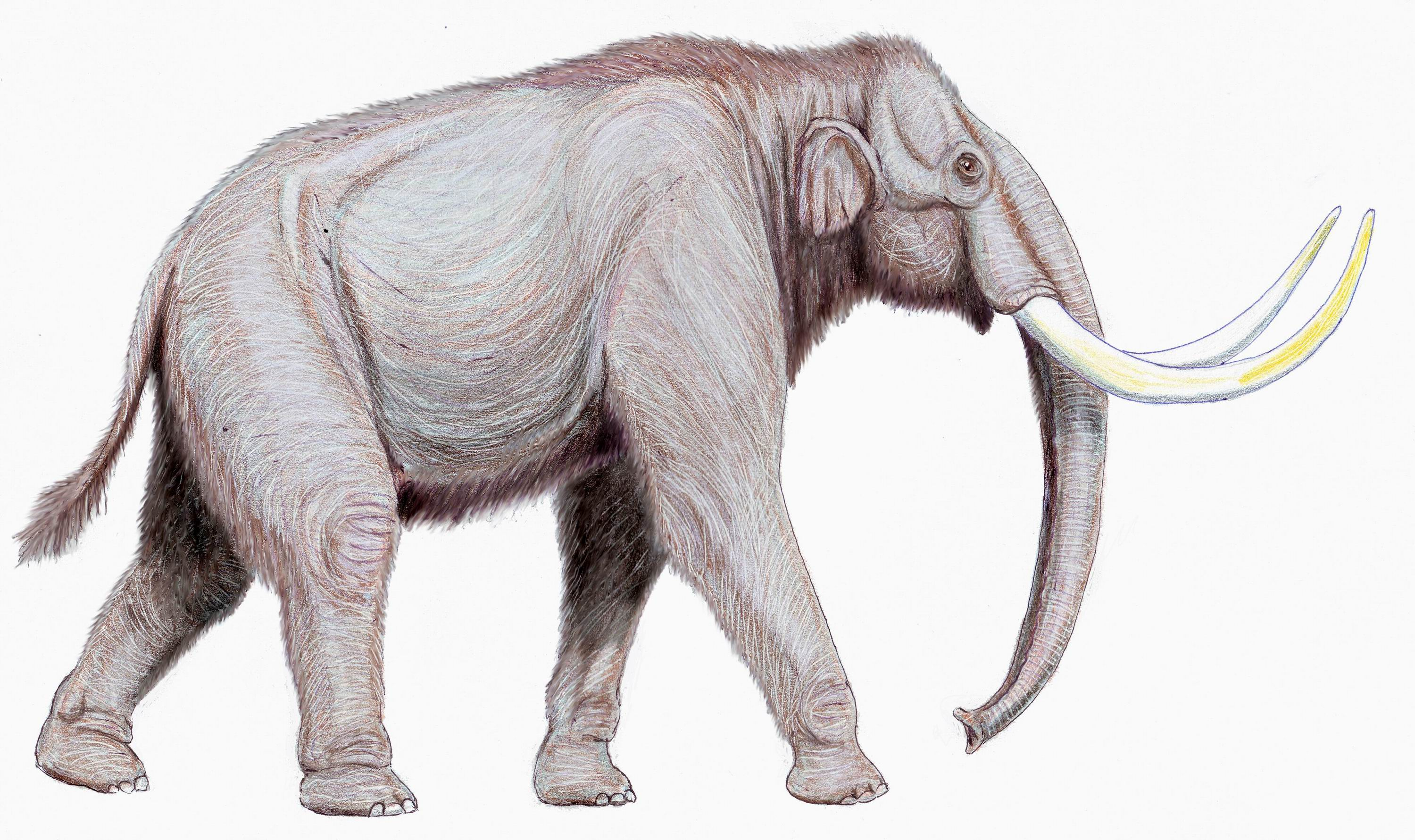
復原圖

草原猛犸的頭顱和頜骨都比南方猛犸小，雄性的象牙前端回彎，一些老年個體的象牙可長達4.9米（16英尺）。雌性的象牙則比較纖細。
草原猛犸的部份個體可以高（肩高）達4米（13英尺）。它和哥倫比亞猛犸、南方猛犸、恐象一樣，可能是世界上最大的象科動物之一，甚至有可能這其中最大的。一個亞速海博物館的草原猛犸骨架高達4.5米（15英尺），但是這可能是高估了，因為在這具化石上脊椎被安在了肩胛骨之上。另一具在Mosbach Sande單獨發現的腿骨肱部化石有1.45米（4.8英尺）長，據推測這頭猛犸生前至少肩高4.5米（15英尺），甚至更大，也許這是迄今為止發現的最大的猛犸。

## 化石

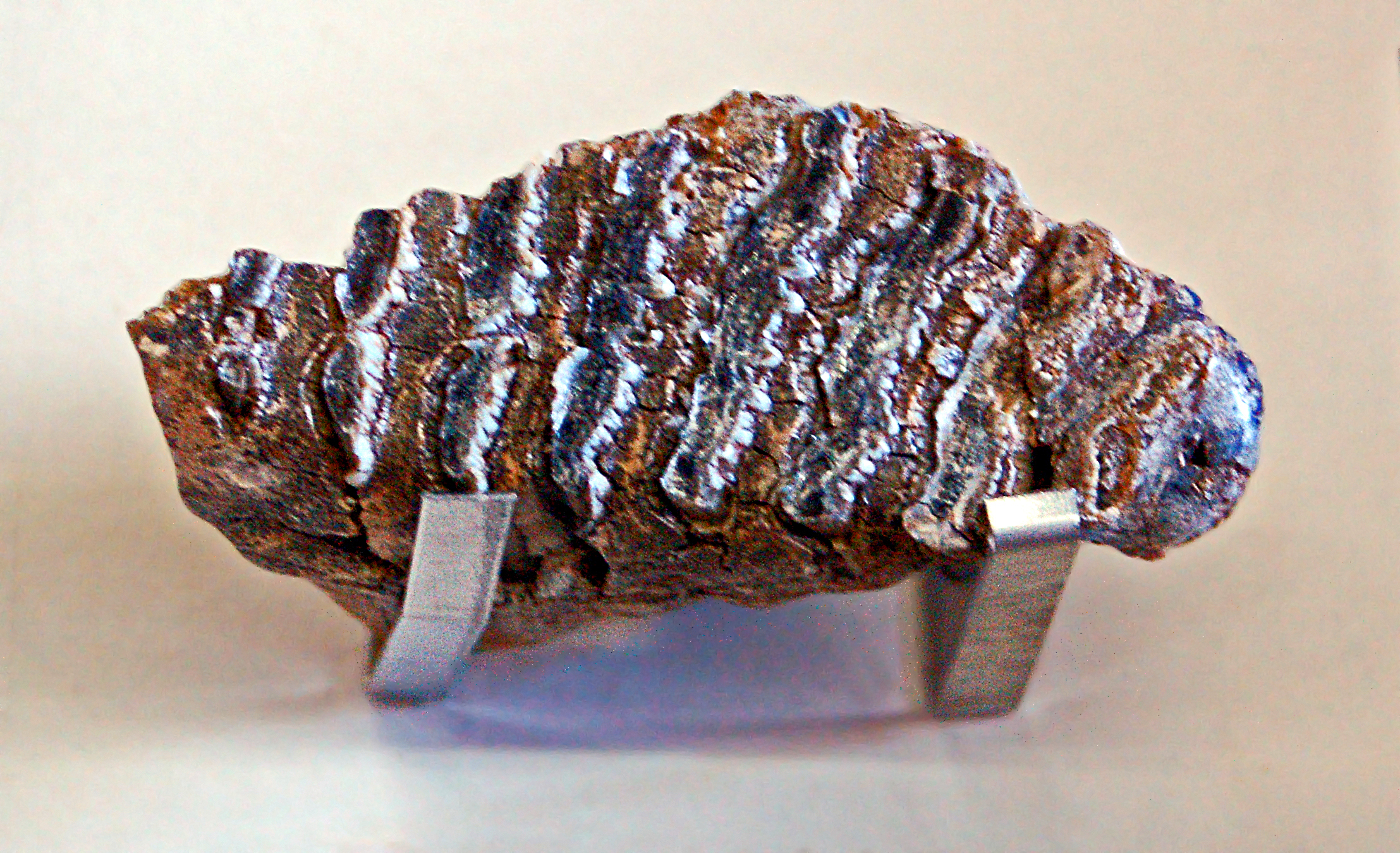
國家博物館 (布拉格)的草原猛犸臼齒

草原猛犸最完整的化石是1996年於塞爾維亞基金達發現的。這是一頭雌性猛犸，高約3.7米（13英尺），全長7米（23英尺），象牙長2.7米（8.9米），活著的時候可能重達7噸。
另一個非常完整的化石發掘於英國諾福克West Runton的懸崖上，頜骨和牙齒都保存著，但是頭骨的上半部份沒有找到。2008年於法國奧弗涅又发现了其頭蓋骨化石。
1959年，Zhou, M.Z.宣稱，他發現了一種新的猛犸，並命名作“M. sungari”。這個物種後來以“最大的陸生哺乳動物”為名流行一時，並且基於發現於1980年的兩個個體，被製作成了一具高達5.3米（17英尺）的複合化石。然而，Wei等人（2010）重新研究了這具化石，認為“M. sungari”只是“M. trogontherii”的一個次定同物异名，他說通過尺寸和形態斷定，其中一些化石可能來自草原猛犸，而另一些則來自真猛犸。

## 延伸阅读
- Benes, Josef: Prehistoric Animals and Plants, p. 271. Prague, Artua: 1979.
- Jordi Augusti and Mauricio Anton: Mammoths, Sabertooths and Hominids 65 Million Years of Mammalian Evolution in Europe, Columbia University Press, 2002. ISBN 0-231-11640-3.
- Lister, Adrian und Bahn, Paul: Mammuts - Riesen der Eiszeit, Thorbecke Verlag, Sigmaringen 1997. ISBN 3-7995-9050-1.
- Mol, Dick and Lacombat, Frédéric (2010). Mammoths & Mastodons of Haute-Loire. Drukware. pp. 271. ISBN 2-911794-97-4. (English and French)

## 外部連結
- 基金達猛犸 （页面存档备份，存于）